# 莫康時
莫康時（1908年12月25日—1969年4月15日），香港電影導演，1930年代已獻身電影業，參予180多齣電影的導演工作。
- 香港影壇「十大導」，排行第二位[1]。

- 太平洋戰爭後執導的第一齣粵語電影《情燄》(1946年，第一屆香港小姐李蘭的處女作) [3]。

## 家庭
- 1969年的遺孀淑子[3]。

## 逝世
- 1969年4月15日(星期二)早上在九龍聖德肋撒醫院(法國醫院) 病逝，死因是充血性心臟衰竭和慢性支氣管炎及肺氣腫[4]，享年63歲[2]。
- 1969年4月17日(星期四) 在九龍殯儀館治喪，下午1時大殮，2時舉殯，由5位誼弟：龍圖(潘龍圖) 、馮志剛、李鐵、吳回及盧雨歧扶靈，往鑽石山火葬場[3]。
- 1969年5月17日(星期六)安葬於九龍華人基督教墳場。[5][6][7]

## 紀念電影
- 《成家立室》[8] (首映日期：1969年10月17日(星期五))
  - 為紀念莫康時先生，而全體人員義務拍攝。

## 外部連結
- 莫康時在互联网电影资料库（IMDb）上的資料（英文）（英文）
- 莫康時在香港影庫上的簡介
- 莫康時在豆瓣上的资料（简体中文）
- 莫康時在时光网上的簡介（简体中文）